# Working on a Dream
Working on a Dream je 16. studijski album Brucea Springsteena, objavljen 27. siječnja 2009. Od kritike proglašen jednim od najraznovrsnijih i najoptimističnijih uradaka, album je debitirao na prvoj poziciji američke ljestvice, što je Springsteena, po broju albuma na prvom mjestu ljestvice, izjednačilo s The Rolling Stonesima koji se, s devet albuma na prvom mjestu, nalaze na četvrtom mjestu svih vremena. S albuma su objavljena tri singla, a potonji, "The Wrestler", sa soundtracka za film Hrvač dobitnik je Zlatnog globusa za najbolju originalnu pjesmu.

## Povijest
Album je službeno najavljen, zajedno s popisom pjesama, 17. studenog 2008. 23. siječnja 2009. počeo se prodavati u Njemačkoj i Irskoj.
Album je sastavljen od snimki koje je Springsteen nastavio raditi nakon završetka prethodnog albuma, Magic iz 2007., dok je sastav snimao spot za jednu od pjesama s tog albuma.
Prema Springsteenovim riječima, "What Love Can Do" napisana je kao "ljubavna meditacija u Bushovo vrijeme", ali je označila početak nečeg novog, i nije kandidirala za Magic. Ohrabren od strane svog producenta Brendana O'Briena, Springsteen je odlučio početi raditi na novom albumu i u tijeku sljedećeg tjedna napisao "This Life", "My Lucky Day", "Life Itself", "Good Eye" i "Tomorrow Never Knows". Snimljene su s E Street Bandom tijekom stanki na njihovom Magic Touru 2007. – 2008., a većina je dovršena nakon manjeg broja ponavljanja. Takva brzina produkcije nije bila uobičajena za Springsteena. Kao što je to bio slučaj i s Magicom, većinu je pjesama prvo snimio ritam sekcija sastav koji se sastojao od Springsteena, bubnjara Maxa Weinberga, basista Garryja Tallenta i pijanista Roya Bittana; doprinosi drugih glazbenika dodani su kasnije.
Album označava i posljednji uradak jednog od osnivača E Street Banda Dannyja Federicija, koji je u umro u travnju 2008. Federicijev sin Jason također svira na albumu.
Naslovnu pjesmu "Working on a Dream" Springsteen prvi je put izveo 2. studenog 2008. na skupu potpore Baracku Obami u Clevelandu (uz pratnju Patti Scialfe). Dovršena "Working on a Dream" počela se vrtjeti na radijskim postajama 21. studenog, a od 24. studenog je postala dostupna za besplatni download na iTunesu i stranici Sony BMG-a. Pjesma je sljedećeg tjedna zauzela 195. poziciju na britanskoj ljestvici singlova. Spot za pjesmu pojavio se na nekoliko stranih internetskih stranica, a prikazivao je snimanje pjesme. "My Lucky Day" je 1. prosinca postala dostupna na amazon.com, zajedno s dužim spotom koji je prikazivao Springsteena i sastav kako aranžiraju i snimaju pjesmu. "Life Itself" objavljena je za besplatno preuzimanje 28. prosinca na amazon.com, zajedno s spotom koji je prikazivao studijski materijal ispresjecan nejasnim odlomcima koji služe poboljšanju ugođaja mučne pjesme.
12. siječnja 2009. album je procurio na internet. 19. siječnja 2009. NPR.org (National Public Radio) najavio je kako će ga staviti na besplatni download tjedan dana. Irska stranica Sony BMG-a također ga je počela besplatno distribuirati. Isplanirana je detaljna promocija albuma, a uključivala je Springsteenovo pojavljivanje na Zlatnim globusima, predsjedničkoj inauguraciji Baracka Obame, objavljivanje novog albuma najvećih hitova, polusatni nastup na 43. Super Bowlu te predviđeni nastup na 81. dodjeli Oscara. Potonji je propao nakon što Akademija nije nominirala pjesmu "The Wrestler".

## Teme
Objavljivanje prvih dviju pjesama navelo je The New York Times da Springsteena proglasi "ispunjenijim nadom, manje blijedim" nego na prethodnom albumu Magic. Gitarist E Street Banda Steve Van Zandt vidio je Working on a Dream kao dio trilogije s albumima The Rising i Magic: "Slični su po pitanju zvuka, koncepta i spisateljskog stila. Tri su albuma bila naginjanje pop-rock formi – ovaj više nego druga dva."
Prva pjesma s albuma, "Outlaw Pete", za koju su mnogi smatrali kako je središnji rif preuzela iz disko hita sastava Kiss "I Was Made for Lovin' You", traje preko osam minuta, dok su druge dvije kraće od tri minute.
Slušatelji su ga proglasili jednim od Springsteenovih stilistički najraznovrsnijih uradaka. Album podsjeća na neke ranije Springsteenove uratke, pa je tako "The Last Carnival" interpretiran kao nastavak pjesme "Wild Billy's Circus Story" s albuma The Wild, the Innocent & the E Street Shuffle iz 1973. Na albumu su sveprisutne glazbene tehnike šezdesetih, kao što su zid zvuka i harmonizirani ženski vokali.

## Objavljivanje i kritike
Working on a Dream debitirao je na broju 1 na ljestvici Billboard 200, prodavši se u prvom tjednu u 224.000 primjeraka. Bio je Springsteenov deveti broj jedan na američkoj ljestvici albuma.  To ga je izjednačilo s The Rolling Stonesima na četvrtoj poziciji svih vremena; samo ih The Beatlesi (19) te Elvis Presley i Jay Z (po 10) imaju više.
Sveukupno je završio na broju jedan u 17 država, a probio se u top 10 gotovo na svim ostalim ljestvicama.
Kritički prijem albuma uvelike je varirao. Rolling Stone mu je dao maksimalnim pet zvjezdica i usporedio ga s Born to Run iz 1975.  Ali je novinarka Los Angeles Timesa Ann Powers napisala: "Najbolja stvar koja se može reći za Working on a Dream je da je silno smušen, razveseljujuće loš."

## Popis pjesama
Tekstovi i glazba: Bruce Springsteen. 
| 1.    | »Outlaw Pete«                 | 8:00 |
| 2.    | »My Lucky Day«                | 4:01 |
| 3.    | »Working on a Dream«          | 3:30 |
| 4.    | »Queen of the Supermarket«    | 4:40 |
| 5.    | »What Love Can Do«            | 2:57 |
| 6.    | »This Life«                   | 4:30 |
| 7.    | »Good Eye«                    | 3:01 |
| 8.    | »Tomorrow Never Knows«        | 2:14 |
| 9.    | »Life Itself«                 | 4:00 |
| 10.   | »Kingdom of Days«             | 4:02 |
| 11.   | »Surprise, Surprise«          | 3:24 |
| 12.   | »The Last Carnival«           | 3:11 |
| 13.   | »The Wrestler« (bonus pjesma) | 3:50 |
| 51:28 |                               |      |

#### Informacije o bonus pjesmama
"The Wrestler" se prvi put pojavila u kolovozu 2008. na 65. Venecijanskom filmskom festivalu na premijeri filma Hrvač. U prosincu 2008. je zaradila nominaciju za Zlatni globus za najbolju originalnu pjesmu, a pobijedila je na 66. dodjeli Zlatnih globusa 11. siječnja 2009. Verzija s albuma 16. je prosinca postala dostupna na iTunesu, pred prikazivanje filma u većim američkim gradovima.
"A Night With the Jersey Devil" prvi se put pojavila u listopadu 2008. na Springsteenovoj internetskoj stranici,  zajedno s spotom s temom Noći vještica. No, nakon toga se u medijima pojavila informacija, koja je potvrđena od Springsteenovih izvora, kako je pjesma uklonjena s albuma iz nepoznatih razloga. Međutim,  pjesma je uvrštena kao bonus na vinilno i japansko izdanje albuma.

### Deluxe izdanje
Uključuje cijeli CD plus DVD na kojem se nalazi:
1. "The Sessions DVD"
  - 38-minutni dokumentarac koji prikazuje snimanje albuma.[6] Produciran, režiran i montiran od strane Thoma Zimnyja, uključuje materijale iz studija montirane na pjesme "My Lucky Day," "Queen of the Supermarket," "Kingdom of Days," "Working on a Dream," "Life Itself" i "The Last Carnival."[27] Sadrži i demo i rane verzije pjesama dok su bile dorađivane.[27]
2. "A Night With the Jersey Devil" 3:23

## Izvođači
- Bruce Springsteen – vokali, gitare, harmonika, klavijature, perkusije, gloknšpil
- Roy Bittan - kalvir, orgulje, harmonika
- Clarence Clemons – saksofon, vokali
- Danny Federici - orgulje
- Nils Lofgren – gitare, vokali
- Patti Scialfa – vokali
- Garry Tallent – bas
- Steve Van Zandt – gitare, vokali
- Max Weinberg – bubnjevi

### Dodatni izvođači
- Soozie Tyrell – violina, vokali
- Patrick Warren – orgulje, klavir, klavijature ("Outlaw Pete", "This Life", "Tomorrow Never Knows")
- Jason Federici – harmonika ("The Last Carnival")
- Edward Hurst – gudački i puhački aranžmani ("Outlaw Pete", "Tomorrow Never Knows", "Surprise Surprise", "Kingdom of Days")

## Top liste
| Ljestvica (2009.)      | Najviša pozicija | Certifikacije | Prodaja |
| ---------------------- | ---------------- | ------------- | ------- |
| Australija             | 3                |               | 26.700  |
| Austrija               | 1                | zlatna        | 17.400  |
| Belgija (Flandrija)    | 1                | zlatna        | 23.100+ |
| Belgija (Valonija)     | 2                | zlatna        | 23.100+ |
| Danska                 | 1                | platinasta    | 30.000  |
| Europa                 | 1                |               |         |
| Finska                 | 1                |               |         |
| Francuska              | 2                |               | 58.000  |
| Hrvatska               | 29               |               |         |
| Irska                  | 1                | platinasta    | 27.500  |
| Italija                | 1                | platinasta    | 90.000  |
| Kanada                 | 1                | platinasta    |         |
| Nizozemska             | 1                |               | 41.500  |
| Novi Zeland            | 1                |               |         |
| Norveška               | 1                | zlatna        | 43.800  |
| Poljska                | 8                |               |         |
| Njemačka               | 1                |               | 105.200 |
| Portugal               | 5                |               |         |
| SAD (Billboard 200)    | 1                | zlatna        |         |
| Svijet                 | 1                |               |         |
| Španjolska             | 1                | platinasta    | 80.000  |
| Švedska                | 1                | platinasta    | 55.000  |
| Švicarska              | 1                | zlatna        |         |
| Ujedinjeno Kraljevstvo | 1                | zlatna        | 162.674 |

## Vanjske poveznice
- Album na službenoj stranici Brucea Springsteena  Arhivirana inačica izvorne stranice od 2. veljače 2009. (Wayback Machine)